# Etxebarri (metropolitana di Bilbao)
Etxebarri è una stazione della linea 1, di cui è capolinea, e della linea 2 della metropolitana di Bilbao. È situata nel comune di Etxebarri, lungo Fuenlabrada Kalea, ed è fornita di un parcheggio di interscambio.

## Storia
La stazione è stata inaugurata l'8 gennaio 2005 alla presenza del Lehendakari Juan José Ibarretxe.
È prevista la costruzione della linea 5 che avrà in Etxebarri il suo capolinea.